# Liste der Monuments historiques in Coupray
Die Liste der Monuments historiques in Coupray führt die Monuments historiques in der französischen Gemeinde Coupray auf.

## Liste der Objekte
| Bezeichnung                  | Beschreibung | Standort                        | Kennzeichnung | Schutzstatus | Datum | Bild |
| ---------------------------- | ------------ | ------------------------------- | ------------- | ------------ | ----- | ---- |
| Skulptur einer Heiligen      |              | in der Kapelle St-Roch (Lage)   | PM52001953    | Inscrit      | 2019  |      |
| Skulptur Heiliger Desiderius |              | in der Kapelle St-Roch (Lage)   | PM52001951    | Inscrit      | 2019  |      |
| Skulptur Heiliger Rochus     |              | in der Kapelle St-Roch (Lage)   | PM52001952    | Inscrit      | 2019  |      |
| Skulptur Madonna mit Kind    |              | in der Kirche St-Vincent (Lage) | PM52001954    | Inscrit      | 2019  |      |